# Ploceus bertrandi
Ploceus bertrandi е вид птица от семейство Ploceidae.

## Разпространение
Видът е разпространен в Замбия, Малави, Мозамбик и Танзания.